# Tu–14
A Tu–14 (NATO-kódja: Bosun) a Szovjetunióban az 1940-es évek végén kifejlesztett sugárhajtású könnyű bombázó. Torpedó-hordozó és felderítőváltozata is készült.

## Története
A Tupoljev-tervezőiroda (OKB–156) első sugárhajtású bombázó repülőgépének tervezése 1947 januárjában kezdődött „73-as típus” néven. A feszített tempójú fejlesztő munka nyomán még az év decemberében végrehajtották az első felszállást a géppel. Az első prototípus három gázturbinás sugárhajtóművel volt felszerelve. A Nagy-Britanniából beszerzett Rolls–Roys Nene I hajtóműből két darabot a szárnyakba építettek be, míg harmadik hajtóműként a gép farok részébe egy Rolls–Royce Derwent–V gázturbinás sugárhajtómű került mint segédhajtómű. A következő, „78-as típus” nevet viselő prototípusba a Rolls–Royce hajtóművek időközben elkészült szovjet másolatai kerültek, így a Nene I helyett az RD–45 volt a főhajtómű, a Dervent–V helyett pedig az RD–500 volt a segédhajtómű. A módosított prototípussal végzett berepülések során a gép nem felelt meg az előzetes elvárásoknak, ezért az áttervezése mellett döntöttek.
Az új, már Tu–14 típusjelet kapott repülőgépnél elhagyták a harmadik hajtóművet, az RD–45 helyett pedig az időközben elkészült nagyobb tolóerejű Klimov VK–1 gázturbinás sugárhajtóművet építették be. 1951 folyamán elvégezték a repülőgép berepülését, lezajlottak a hatósági vizsgák, és még abban az évben döntöttek a rendszeresítéséről.
A Tu–14 a vele egy időben fejlesztett Iljusin Il–28 versenytársa volt. A Fron Légierő a két gép közül az Il–28-t választotta, de a Tupoljev-tervezőirodának sikerült elérnie, hogy a haditengerészeti légierő hadrendbe állítsa a Tu–14 torpedó-hordozó változatát, a Tu–14T-t, valamint a Tu–14R felderítő repülőgépet. Viszonylag rövid ideig állt szolgálatban, az utolsó példányait 1957-ben vonták ki. A Tu–14 összes változatából kb. 200 db-t gyártottak.

## Szerkezeti kialakítása és műszaki jellemzői
A repülőgép középszárnyas elrendezésű, trapéz alakú szárnyakkal. A VK–1 gázturbinás sugárhajtóműveket a szárnyban kialakított gondolába építették be.  A gép törzse félhéj szerkezetű. A törzsben két hermetizált kabint alakítottak ki. A mellső kabinban foglalt helyet a pilóta és a navigátor. A törzs hátsó részében lévő hermetizált kabinban pedig a farok-részbe épített gépágyút kezelő lövész kapott helyet. Hárompontos futóművel rendelkezik. A főfutók a hajtómű gondolába, a gázturbinák alatti részbe húzhatók be, az orrfutó előre a törzsbe. A gép egy negyedik, kisméretű segéd-futóval is rendelkezett a törzs hátsó részén, amely fel- és leszálláskor a farokrész földhöz ütődését volt hivatott megelőzni. 
A repülőgép a törzsben lévő bombaterében összesen 3000 kg hagyományos légibombát, vagy külső függesztményként 2 db torpedót szállíthatott. Beépített fegyverzetként az orr részbe, a navigátor ablaka mögött 2 db NR–23 gépágyút, a farokrészben forgatható toronyban pedig 2 db AM–23-t gépágyút építettek be.

## Típusváltozatok
- Tu–14 („73-as típus”) – az első prototípus, Rolls–Royce hajtóművekkel felszerelve,
- Tu–14 („74-es típus”) – az első prototípus javított változata,
- Tu–14 („78-as típus”) – szovjet gyártmányú (RD–45 és RD–500) hajtóművekkel felszerelt prototípus,
- Tu–14T – Klimov VK–1 gázturbinás sugárhajtóművekkel felszerelt, sorozatban gyártott torpedó-hordozó változat,
- Tu–14R – felderítő változat.